# Pico San Pedro
El Pico San Pedro (9°05′09″N 70°47′04″O / 9.085737, -70.784477) es una formación de montaña ubicada en el extremo sur del Estado Trujillo, Venezuela. A una altitud de 3.617 m s. n. m. el Pico San Pedro es una de las montañas más altas de Trujillo y Venezuela. Constituye parte del límite sur de Trujillo con el vecino estado Mérida.

## Ubicación
El Pico San Pedro se encuentra en el extremo sur del Municipio Urdaneta (Trujillo), parte del límite fronterizo con el Estado Mérida, justo al oeste de La Lagunita y al suroeste de la población de La Puerta. Forma parte del lindero sur del páramo de Las Torres. El acceso a Las Cruces es sencillo, partiendo de la carretera desde La Lagunita al Páramo de Las Torres el cual hace un fuerte giro para rodear el vecino Cerro Las Cruces. Entre el Pico San Pedro y el Cerro Las Cruces está el también prominente Pico de las Siete Lagunas.